# Arsace I
Arsace I di Partia (in greco antico Ἀρσάκης, trasl. Arsàches; in partico 𐭀𐭓𐭔𐭊, Aršak, in persiano اشک‎, Ašk) (prima del 250 a.C. – Impero partico, 217 a.C.) è stato re dei Parti, celebre per aver conquistato la Partia e per essere stato il primo re dei Parti e il fondatore della dinastia arsacide.
Capo dei Parni, una delle tre tribù della confederazione Dahai, Arsace fondò la sua dinastia nella metà del III secolo a.C., quando sottomise la satrapia di Partia, oggi compresa tra Turkmenistan e Iran, sottraendola ad Andragora, il quale si era ribellato all'impero seleucide. Trascorse il resto del suo regno consolidando il suo dominio nella regione e arginò con successo gli sforzi seleucidi volti a riconquistare la Partia. Grazie alle proprie conquiste, Arsace si guadagnò grande fama anche tra i suoi successori, i quali impiegarono il suo nome come onorificenza reale. Al momento della sua morte, Arsace aveva gettato le basi di uno Stato forte, il quale alla fine si sarebbe trasformato in un impero sotto il suo pronipote, Mitridate I, che assunse l'antico titolo reale in voga nel Vicino Oriente di re dei re. Ad Arsace subentrò suo figlio Arsace II.
Le fonti letterarie relative ad Arsace risultano scarse e provengono esclusivamente da resoconti greci e romani contraddittori scritti secoli dopo la sua morte. Di conseguenza, il suo regno resta perlopiù avvolto nel mistero. La sua esistenza è stata persino messa in dubbio dagli studiosi moderni, fino a quando nuovi studi e ritrovamenti archeologici hanno confermato la sua identità negli anni Sessanta del Novecento.

## Nome
Arsacēs è la versione latina del termine greco Arsákēs (Ἀρσάκης), a sua volta derivante dal partico Aršak (𐭀𐭓𐭔𐭊). Il nome rappresenta il diminutivo del termine in antico iranico Aršan, che sta per "eroe". Fu inoltre utilizzato da alcuni dei sovrani degli achemenidi persiani, tra cui Artaserse II (al potere dal 404 al 358 a.C.), che gli Arsacidi consideravano il loro progenitore.

## Biografia

### Origini

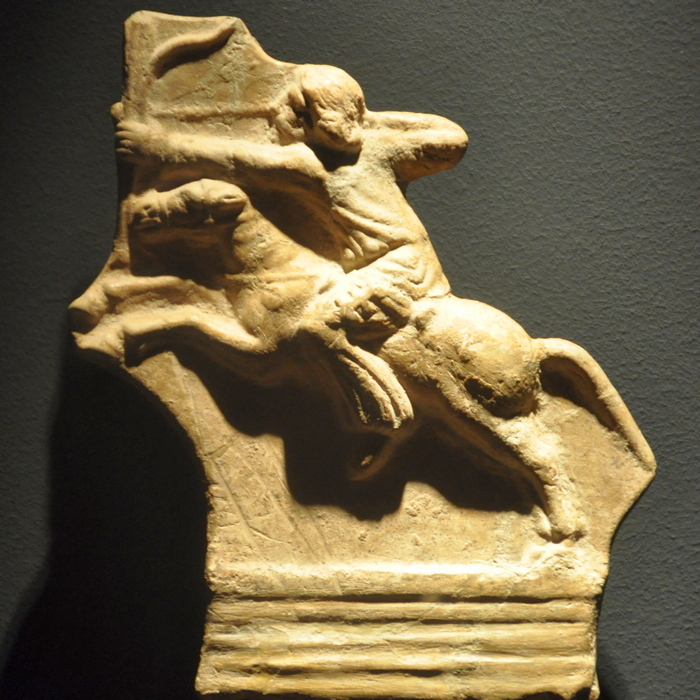
Arciere a cavallo dei Parti, conservato nel Palazzo Madama a Torino

Le fonti riguardanti Arsace differiscono notevolmente tra di loro. La causa va ascritta all'area di provenienza degli autori che ne ripercorrono la biografia; ciò spiega il motivo per cui le fonti greche e romane, grazie alle quali si conoscono molti dettagli della sua vita, gli riservano toni critici e poco entusiastici. Egli viene inoltre considerato il responsabile delle guerre romano-partiche che avrebbero combattuto i suoi discendenti e che si sarebbero protratte per secoli. Nella storiografia nazionale iraniana la sua discendenza è fatta risalire a diverse figure mitologiche, come ad esempio Kay Kawad, Kay Arash, Dara, il figlio di Homay, o Arash, un eroico arciere. L'associazione di Arsace con Arash si doveva alla somiglianza nei loro nomi e alle monete di Arsace che lo riproducono in veste di arciere. Secondo lo storico dell'antica Roma Ammiano Marcellino, Arsace era un bandito di umili origini, responsabile dell'invasione e della conquista della Partia. In giovane età uccise il suo satrapo Andragora, che aveva da poco dichiarato l'indipendenza dall'ellenistico impero seleucide.
La teoria più accreditata è quella del geografo greco Strabone; a suo giudizio, Arsace era un comandante scita o battriano che riuscì a imporsi alla guida dei Parni, una delle tre tribù della confederazione Dahai dell'Asia centrale. I Dahai facevano affidamento sulla loro forza nel combattimento a cavallo, essendo inoltre specializzati in rapidi spostamenti che consentivano loro di ritirarsi a sud del lago d'Aral in caso di pericolo. Per via della loro estrema mobilità, altri imperi incontrarono notevoli difficoltà nel tentativo di soggiogarli.
I Dahai avevano vissuto originariamente presso lo Jaxartes nel IV secolo a.C., ma si spostarono gradualmente verso sud, forse all'inizio del III secolo a.C. Essi dapprima migrarono a sud-est, in Battriana, ma quando furono scacciati dovettero provare a dirigersi verso ovest. Così, iniziarono gradualmente a stabilirsi in Partia, una regione nella parte sud-orientale del Mar Caspio, che corrispondeva grosso modo all'odierna provincia del Khorasan dell'Iran e del Turkmenistan meridionale. La regione era allora sotto il dominio dei Seleucidi, mentre 282/281 a.C. la Partia era perlopiù sotto l'influenza dei Parni. Questi ultimi non furono gli unici a emigrare in Partia, poiché la regione riceveva costantemente nuove ondate di migranti iraniani dal nord.
I Parni erano una tribù iraniana orientale che praticava il politeismo iraniano. Entro la metà del III secolo a.C., tuttavia, alcuni di essi si erano integrati e avevano fatte proprie le usanze locali; tra queste rientrava l'utilizzo del partico, una lingua iranica nord-occidentale, e abbracciarono convintamente lo zoroastrismo, assegnandosi essi stessi dei nomi zoroastriani, incluso il padre di Arsace, Friapite, il cui nome derivava dall'avestico *Friya pitā ("padre-amante"). Lo stesso Arsace probabilmente nacque e crebbe in Partia, esprimendosi colloquialmente l'idioma dei Parti. Secondo lo storico francese Jérôme Gaslain, Arsace avrebbe probabilmente trascorso gran parte della sua vita in terra seleucide, avendo altresì avuto sin dalla nascita alcuni legami con l'élite locale di Partia.
I Dahai prestarono spesso servizio militare in veste di arcieri a cavallo negli eserciti dei sovrani greci, da quello macedone di Alessandro Magno (regnante dal 336-323 a.C.) al seleucide Antioco III il Grande (222-187 a.C.). Ciò implica che Arsace, descritto come un «soldato esperto» nei documenti classici, potrebbe aver servito in qualità di mercenario sotto i governanti seleucidi o i loro superiori.

### Regno

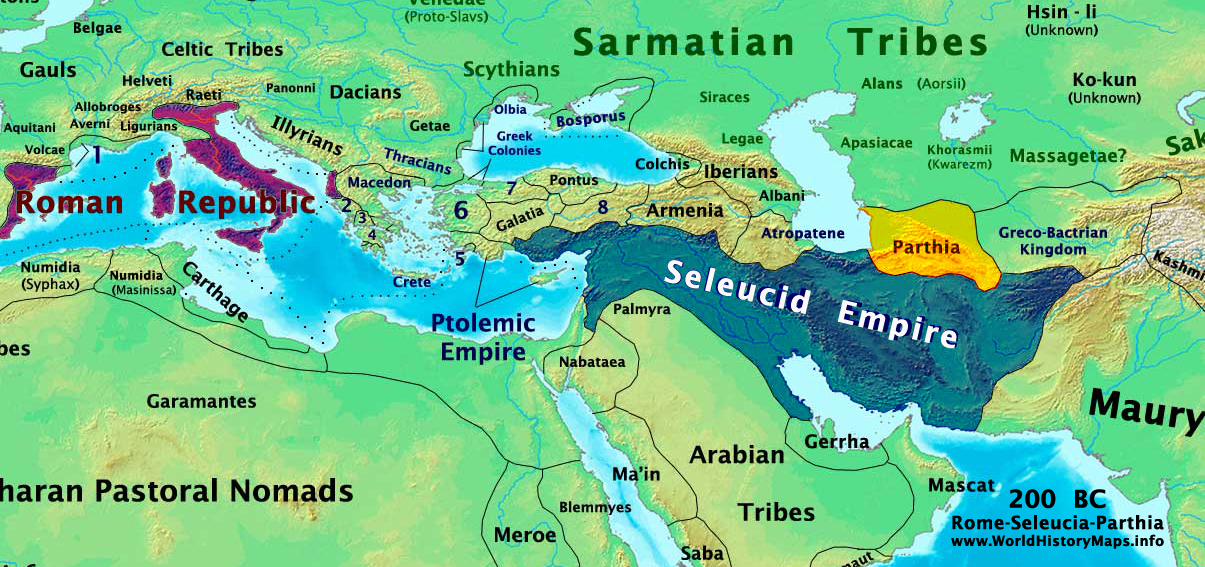
Posizione geografica della Partia e dei suoi dintorni

Nel 250 a.C. circa, Arsace e il suo seguito di Parni si impadronirono di Astauene, che si trovava vicino alla valle di Atrek. Ecco come Giustino descrive la conquista della Partia ad opera di Arsace:
(Giustino, XLI. 4)
Pochi anni dopo, probabilmente nel 247 circa a.C., l'uomo fu incoronato re ad Arsacia, una città da lui fondata e che fungeva da necropoli reale degli Arsacidi. Si presume generalmente che la sua incoronazione segnò l'inizio della parentesi al potere della dinastia degli Arsacidi. Intorno al 245 a.C., Andragora, al comando della provincia seleucide della Partia, proclamò la sua indipendenza dal monarca seleucide Seleuco II Callinico (r. 246-225 a.C.) ed elevò il suo governatorato a regno indipendente. In seguito alla secessione della Partia dai Seleucidi e alla conseguente perdita del supporto militare di quell'entità politica, Andragora ebbe difficoltà a preservare la stabilità dei suoi confini. Intorno al 238 a.C., sotto il comando di Arsace e di suo fratello Tiridate I, i Parni invasero la Partia e presero il controllo di Astabene (Astawa) da Andragora, la regione settentrionale di quel territorio, la cui capitale amministrativa era Quchan.

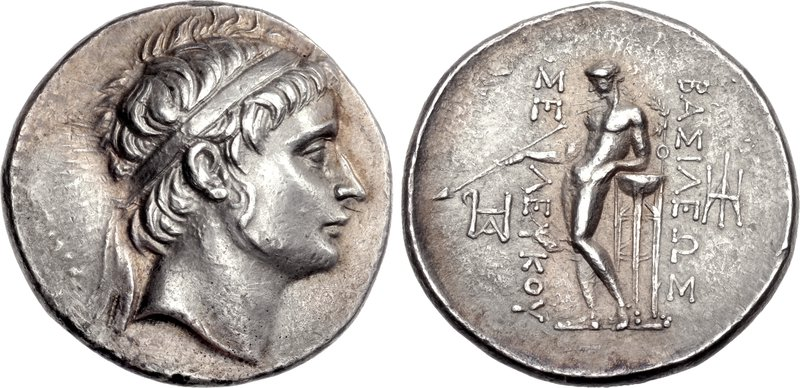
Tetradramma di Seleuco II Callinico, re (basileus) dell'impero seleucide

Poco dopo, i Parni sottrassero il resto della Partia ad Andragora, uccidendolo nel corso della campagna. A seguito della sottomissione della provincia, le fonti greche e romane abbandonano la designazione "Arsacidi" e la sostituiscono con "Parti". Questo termine è utilizzato tuttora dagli autori occidentali moderni; tuttavia, secondo lo storico moderno Stefan R. Hauser, «dovrebbe essere accantonato, in quanto rende un'idea errata di una classe dirigente etnica alla guida di una comunità multietnica e multilinguistica». La vicina provincia dell'Ircania fu presto espugnata anche dai Parni. Una spedizione di riconquista condotta da Seleuco II ebbe luogo nel 228 a.C.; essa si rivelò foriera di problemi per Arsace, in quanto egli era allo stesso tempo in guerra con il sovrano greco-battriano Diodoto II (r. 239-220 a.C.). Per evitare di combattere su due fronti, Arsace concluse in tutta fretta un trattato di pace con Diodoto II.
Tuttavia, egli non riuscì a contrastare la spedizione seleucide e fu costretto a lasciare la Partia per l'Asia centrale, dove trovò rifugiò presso gli Apasiacae, una popolazione nomade stanziata a est del lago d'Aral. La conquista seleucide si rivelò effimera; a causa della turbolenta situazione interna nelle zone occidentali dell'impero seleucide, Seleuco II fu costretto ad abbandonare la Partia, evento che concesse ad Arsace l'opportunità di riconquistare i territori perduti e, molto probabilmente, anche di espandere il suo dominio più a sud. A un'analisi più attenta, il ritiro di Arsace nelle Apasiache si rivelò forse una mossa strategica, poiché Seleuco II non possedeva le risorse per inseguirlo né il tempo per concludere un trattato di pace. Arsace strinse anche un'alleanza con i greco-battriani, confermando dunque che quel contatto tra le due potenze molto probabilmente era stato stabilito molto tempo fa. Secondo lo storico romano Giustino, Arsace «istituì il governo dei Parti, arruolò dei soldati, costruì fortezze e rafforzò le sue città». Oltre ad Arsacia, fondò anche la città di Dara sul monte Zapaortenon, una località nella Partia. Nisa, anch'essa fondata da Arsace, sarebbe stata poi utilizzata come residenza reale degli Arsacidi fino al I secolo a.C.

### Successione

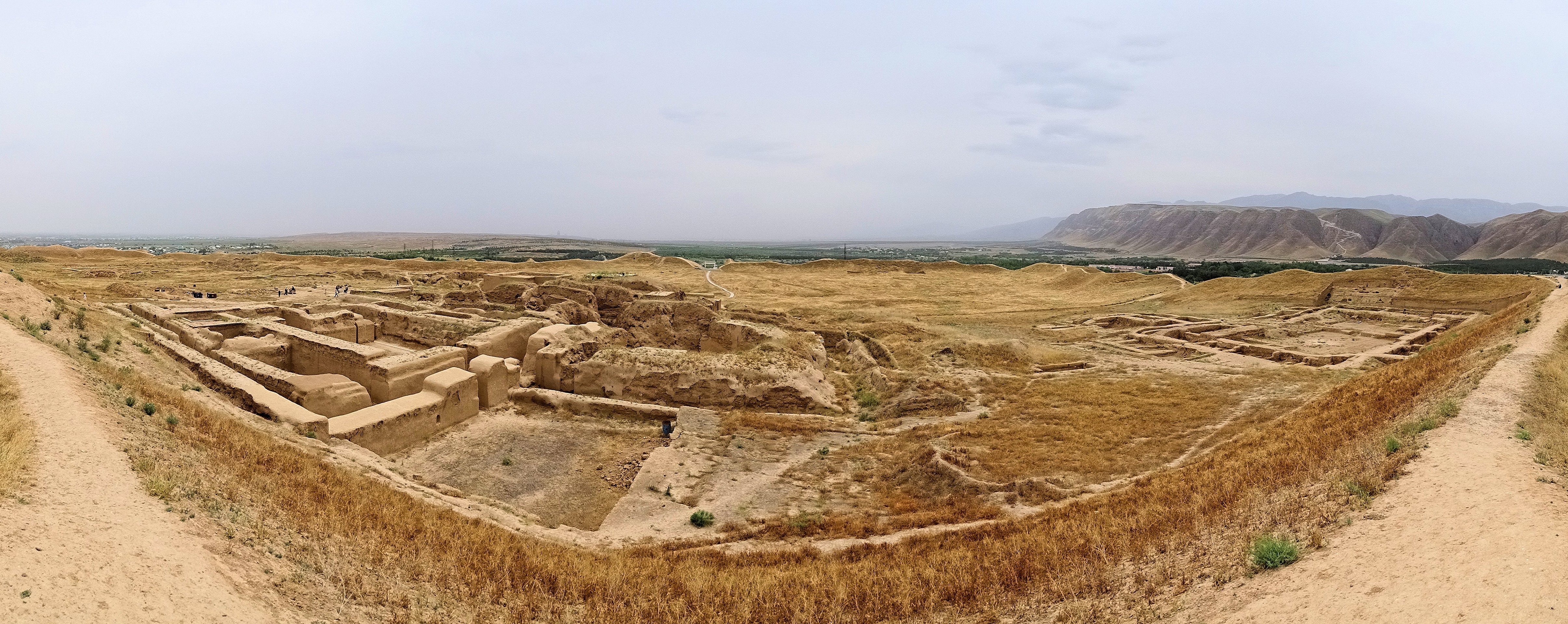
Panoramica delle rovine di Nisa, l'antica residenza reale degli Arsacidi

Per molto tempo, la linea di successione di Arsace, e in una certa misura la sua storicità, non apparivano chiare. La ricostruzione relativa alla fondazione della dinastia degli Arsacidi da parte del suo capostipite e di suo fratello Tiridate, i quali avrebbero aizzato assieme i Parni in rivolta, viene giudicato inattendibile e frutto di un'interpretazione di Jean Foy-Vaillant compiuta nel 1725. Sia il numismatico francese appena citato sia le generazioni di studiosi dell'epoca pensavano che, dopo la morte di Arsace, Tiridate gli succedette come re della dinastia degli Arsacidi. Ciò ha spinto gli studiosi a ipotizzare diverse teorie, tra cui quella che considerava Arsace una figura leggendaria, pur attribuendo a Tiridate la fondazione degli Arsacidi.
Tra il 1957 e il 1962 Józef Wolski pubblicò una serie di articoli di opinione opposta: egli considerava Arsace il fondatore della dinastia omonima e Tiridate una figura leggendaria. Da allora questa teoria è stata supportata, con delle piccole divergenze, dalla maggior parte degli studiosi, fino alla sua conferma coincisa con il ritrovamento a Nisa di un ostrakon che porta il nome di Arsace. Inoltre, gli studi numismatici e le recenti analisi delle fonti hanno portato alla conclusione che la figura di Tiridate è realmente da ritenersi non storica e che Arsace continuò a governare fino alla sua morte nel 217 a.C., dove gli successe suo figlio, Arsace II.

## Conio

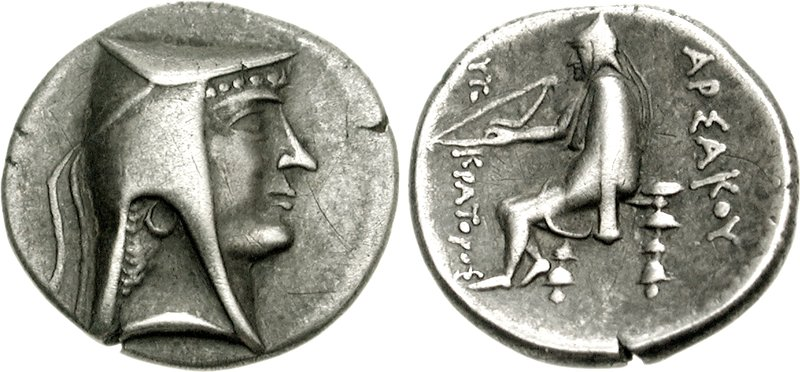
Moneta di Arsace prodotta dalla zecca di Nisa

In sostanza, le monete di Arsace «fornirono il prototipo per tutte le successive monete arsacide, sebbene esse stesse avessero subito alcune modifiche». Lo storico iraniano Khodadad Rezakhani aggiunge che le monete da lui emesse presentavano elementi dello stile seleucide e di quelle realizzate in passato nelle satrapie achemenidi, ma che comunque apportavano diverse innovazioni che le differenziavano da quelle pregresse. Secondo l'archeologo e iranologo Alireza Shapour Shahbazi, sulle sue monete, Arsace «si discosta in modo consapevole dalle monete seleucide per enfatizzare le sue aspirazioni nazionalistiche e reali»; la tipica figura seleucide del dio Apollo seduto sull'onfalo e con l'arco in mano è rimpiazzato da un arciere che imita Arsace, che è seduto su uno scranno (come alcuni satrapi achemenidi, ad esempio Datame) mentre indossa abiti saci e un berretto morbido, il bašlyk.
Alcune delle iscrizioni sulle monete di Arsace lo chiamano kārny (termine greco equivalente ad autokrator), che era un titolo portato da importanti capi militari achemenidi, tra cui Ciro il Giovane. Impiegando un simile titolo, Arsace si poneva consapevolmente al di sopra di quello di satrapo, ma evitava al contempo di adoperare quello regale di basileus (re), il che avrebbe implicato che egli seguisse la tradizione regale seleucide, da lui però respinto. Secondo un filone iraniano, il titolo di basileus aveva un'importanza marginale.
È verosimile che Arsace sfruttò la città che aveva fondato, Nisa, come sede per le zecche dei territori che amministrava, le quali producevano pezzi sia in argento sia in bronzo. Le dramme d'argento di Arsace, che sarebbero diventate le principali prodotte dagli Arsacidi, raffigurano il suo profilo imberbe sulla testa che guarda a destra, una tradizione questa delle raffigurazioni dei reali seleucidi su monete. Secondo Fabrizio Sinisi, in maniera inversa, l'arciere seduto riportato sulla croce è girato a sinistra. L'iscrizione greca ΑΡΣΑΚΟΥ ΑΥΤΟΚΡΑΤΟΡΟΣ (ARSAKU AUTOKRATOROS) è riportata in due linee verticali sui lati delle dracme, uno stile simile ai denari seleucidi. A prescindere da queste caratteristiche, Sinisi nota che, analizzando le monete di Arsace, «si intuisce immediatamente come non fossero state emesse da un sovrano greco». Ad esempio, Arsace indossa il cappuccio morbido appuntito sulla testa, come le monete di epoca achemenide, così come l'arciere sul retro che indossa un'armatura da equitazione iraniana.

## Rilevanza storica
Il prestigio di Arsace durò a lungo dopo la sua morte. Un fuoco perenne in suo onore era ancora custodito nella città di Arsacia a più di due secoli dopo la sua morte, come riferito da Isidoro di Carace. Ciò presuppone che l'atto di nominare un re aveva anche una valenza religiosa. Molto probabilmente funse da fuoco dinastico degli Arsacidi, forse creato per evidenziare che si trattava di eredi dell'impero achemenide. Grazie ai suoi successi, viene soprannominato in epoca moderna come "padre della nazione" e il suo nome finì per trasformarsi in un titolo onorifico reale poi usato da tutti i monarchi arsacidi per ammirazione verso i suoi risultati. La denominazione collegava inoltre gli Arsacidi con il leggendario sovrano kayaniano Kavi Arshan, la cui dinastia era verosimilmente ancora ricordata dagli abitanti dell'Iran orientale, come i Parti e i Dahae. Una leggenda di epoca successiva diffusasi dal II secolo a.C. in poi tra gli Arsacidi riteneva Arsace un discendente del re dei re achemenide Artaserse II.
La famiglia degli Arsace avrebbe regnato per quattro secoli e mezzo, fino a quando non fu rovesciata dall'impero sasanide nel 224 d.C. Anche allora, tuttavia, i discendenti di Arsace continuarono a esercitare una notevole influenza e autorità; uno dei sette clan dei Parti, quello di Karen, produsse diverse figure importanti della storia iraniana, come il visir del VI secolo Bozorgmehr e il principe e ribelle Mazyar (r. 817-839). Anche gli Arsacidi svolsero un ruolo importante nella storia del Caucaso; i principati delle città dell'Armenia, dell'Albania caucasica e dell'Iberia erano governate da rami della dinastia degli Arsacidi. Secondo Procopio di Cesarea, nel VI secolo la nobiltà armena ricordava ancora con orgoglio la propria eredità e il valore di Arsace.

## Albero genealogico
| Arancione |

| Giallo |

|  |  |  |  |  |  |  |  |  |  |  |  |  |  |                             |                             |                             |                             | Friapite                    |                             |  |  |                               |                               |                               |                               |                               |                               |  |  |                                  |                                  |                                  |                                  |                                  |                                  |  |  |  |  |  |  |  |  |  |  |  |  |  |  |  |  |  |  |  |  |  |  |  |  |  |  |  |  |  |  |  |  |
|  |  |  |  |  |  |  |  |  |  |  |  |  |  |                             |                             |                             |                             |                             |                             |  |  |                               |                               |                               |                               |                               |                               |  |  |                                  |                                  |                                  |                                  |                                  |                                  |  |  |  |  |  |  |  |  |  |  |  |  |  |  |  |  |  |  |  |  |  |  |  |  |  |  |  |  |  |  |  |  |
|  |  |  |  |  |  |  |  |  |  |  |  |  |  |                             |                             |                             |                             |                             |                             |  |  |                               |                               |                               |                               |                               |                               |  |  |                                  |                                  |                                  |                                  |                                  |                                  |  |  |  |  |  |  |  |  |  |  |  |  |  |  |  |  |  |  |  |  |  |  |  |  |  |  |  |  |  |  |  |  |
|  |  |  |  |  |  |  |  |  |  |  |  |  |  |                             |                             |                             |                             |                             |                             |  |  |                               |                               |                               |                               |                               |                               |  |  |                                  |                                  |                                  |                                  |                                  |                                  |  |  |  |  |  |  |  |  |  |  |  |  |  |  |  |  |  |  |  |  |  |  |  |  |  |  |  |  |  |  |  |  |
|  |  |  |  |  |  |  |  |  |  |  |  |  |  |                             |                             |                             |                             |                             |                             |  |  |                               |                               |                               |                               |                               |                               |  |  |                                  |                                  |                                  |                                  |                                  |                                  |  |  |  |  |  |  |  |  |  |  |  |  |  |  |  |  |  |  |  |  |  |  |  |  |  |  |  |  |  |  |  |  |
|  |  |  |  |  |  |  |  |  |  |  |  |  |  | Arsace I (r. 247-217 a.C.)  | Arsace I (r. 247-217 a.C.)  | Arsace I (r. 247-217 a.C.)  | Arsace I (r. 247-217 a.C.)  | Arsace I (r. 247-217 a.C.)  | Arsace I (r. 247-217 a.C.)  |  |  | Ignoto                        | Ignoto                        | Ignoto                        | Ignoto                        | Ignoto                        | Ignoto                        |  |  |                                  |                                  |                                  |                                  |                                  |                                  |  |  |  |  |  |  |  |  |  |  |  |  |  |  |  |  |  |  |  |  |  |  |  |  |  |  |  |  |  |  |  |  |
|  |  |  |  |  |  |  |  |  |  |  |  |  |  | Arsace I (r. 247-217 a.C.)  | Arsace I (r. 247-217 a.C.)  | Arsace I (r. 247-217 a.C.)  | Arsace I (r. 247-217 a.C.)  | Arsace I (r. 247-217 a.C.)  | Arsace I (r. 247-217 a.C.)  |  |  | Ignoto                        | Ignoto                        | Ignoto                        | Ignoto                        | Ignoto                        | Ignoto                        |  |  |                                  |                                  |                                  |                                  |                                  |                                  |  |  |  |  |  |  |  |  |  |  |  |  |  |  |  |  |  |  |  |  |  |  |  |  |  |  |  |  |  |  |  |  |
|  |  |  |  |  |  |  |  |  |  |  |  |  |  | Arsace II (r. 217-191 a.C.) | Arsace II (r. 217-191 a.C.) | Arsace II (r. 217-191 a.C.) | Arsace II (r. 217-191 a.C.) | Arsace II (r. 217-191 a.C.) | Arsace II (r. 217-191 a.C.) |  |  | Ignoto                        | Ignoto                        | Ignoto                        | Ignoto                        | Ignoto                        | Ignoto                        |  |  |                                  |                                  |                                  |                                  |                                  |                                  |  |  |  |  |  |  |  |  |  |  |  |  |  |  |  |  |  |  |  |  |  |  |  |  |  |  |  |  |  |  |  |  |
|  |  |  |  |  |  |  |  |  |  |  |  |  |  | Arsace II (r. 217-191 a.C.) | Arsace II (r. 217-191 a.C.) | Arsace II (r. 217-191 a.C.) | Arsace II (r. 217-191 a.C.) | Arsace II (r. 217-191 a.C.) | Arsace II (r. 217-191 a.C.) |  |  | Ignoto                        | Ignoto                        | Ignoto                        | Ignoto                        | Ignoto                        | Ignoto                        |  |  |                                  |                                  |                                  |                                  |                                  |                                  |  |  |  |  |  |  |  |  |  |  |  |  |  |  |  |  |  |  |  |  |  |  |  |  |  |  |  |  |  |  |  |  |
|  |  |  |  |  |  |  |  |  |  |  |  |  |  |                             |                             |                             |                             |                             |                             |  |  | Friapazio (r. 191-176 a.C.)   |                               |                               |                               |                               |                               |  |  |                                  |                                  |                                  |                                  |                                  |                                  |  |  |  |  |  |  |  |  |  |  |  |  |  |  |  |  |  |  |  |  |  |  |  |  |  |  |  |  |  |  |  |  |
|  |  |  |  |  |  |  |  |  |  |  |  |  |  |                             |                             |                             |                             |                             |                             |  |  |                               |                               |                               |                               |                               |                               |  |  |                                  |                                  |                                  |                                  |                                  |                                  |  |  |  |  |  |  |  |  |  |  |  |  |  |  |  |  |  |  |  |  |  |  |  |  |  |  |  |  |  |  |  |  |
|  |  |  |  |  |  |  |  |  |  |  |  |  |  |                             |                             |                             |                             |                             |                             |  |  |                               |                               |                               |                               |                               |                               |  |  |                                  |                                  |                                  |                                  |                                  |                                  |  |  |  |  |  |  |  |  |  |  |  |  |  |  |  |  |  |  |  |  |  |  |  |  |  |  |  |  |  |  |  |  |
|  |  |  |  |  |  |  |  |  |  |  |  |  |  | Fraate I (r. 176-171 a.C.)  | Fraate I (r. 176-171 a.C.)  | Fraate I (r. 176-171 a.C.)  | Fraate I (r. 176-171 a.C.)  | Fraate I (r. 176-171 a.C.)  | Fraate I (r. 176-171 a.C.)  |  |  | Mitridate I (r. 171-132 a.C.) | Mitridate I (r. 171-132 a.C.) | Mitridate I (r. 171-132 a.C.) | Mitridate I (r. 171-132 a.C.) | Mitridate I (r. 171-132 a.C.) | Mitridate I (r. 171-132 a.C.) |  |  | Artabano I (r. 127-124/123 a.C.) | Artabano I (r. 127-124/123 a.C.) | Artabano I (r. 127-124/123 a.C.) | Artabano I (r. 127-124/123 a.C.) | Artabano I (r. 127-124/123 a.C.) | Artabano I (r. 127-124/123 a.C.) |  |  |  |  |  |  |  |  |  |  |  |  |  |  |  |  |  |  |  |  |  |  |  |  |  |  |  |  |  |  |  |  |

### Esplicative
1. ↑  Si ritiene generalmente che gli Arsacidi avessero abbracciato lo zoroastrismo, malgrado ciò sia a malapena evidente se si analizzano gli scavi archeologici: Hauser (2013), p. 743. Storici quali il canadese Richard Foltz e l'iraniano-statunitense Parvaneh Pourshariati hanno affermato che gli Arsacidi erano in realtà mitraisti, cioè adoratori della dea Mitra: Foltz (2013), p. 22.
2. ↑  Fabrizio Sinisi sottolinea come gli studiosi siano divisi sull'identità dell'arciere. Secondo Sinisi, l'arciere potrebbe rappresentare un cosiddetto antenato "divinizzato" degli Arsacidi o semplicemente lo stesso re arsacide. Sinisi osserva: «Dare una risposta certa è difficile, ma poiché il legame con l'Apollo seleucide sull'onfalo non è ancora evidente in questa fase, poiché l'arciere partico è seduto su uno scranno, si potrebbero forse sottolineare le già note connessioni achemenidi: queste fornirebbero infatti un contesto per la figura dell'arciere seduto, per il titolo karen e anche per la testa del dritto con il berretto morbido. Il fatto che Arsace possa aver cercato di rappresentarsi in vita come erede del vecchio impero iranico, ovviamente, non esclude in alcun modo che la sua memoria possa in seguito essere stata oggetto di una sorta di omaggio speciale, ma il carattere del culto dell'antenato reale iranico rimane ancora opaco»: Sinisi (2012), p. 280.
3. ↑  Viene riportato anche come krny o karen: Rezakhani (2013), p. 767; Sinisi (2012), p. 280. Secondo David Sellwood, questo termine aramaico potrebbe essere ricondotto alla nobile dinastia iranica dei Karen, ma aggiunge che nella «prassi achemeniana» rappresentava la parola equivalente al greco στρατηγός (strateghòs), e quindi «vicino al significato attribuito ad autocrate»: Sellwood (1983), p. 280.
4. ↑  Khodadad Rezakhani sottolinea come le prime monete di Arsace recano l'iscrizione ΑΥΤΟΚΡΑΤΟΡΟΣ (AUTOKRATOROS). Questi particolari denari risulterebbero le uniche testimonianza dell'impiego di tale titolo da parte degli Arsacidi. Rezakhani afferma che potrebbe suggerire «un'iniziale sottomissione alla sovranità seleucide, poiché il titolo suggerisce che Arsace I si considerava il governatore militare nominato della Partia, un fatto che potrebbe la sua autocomprensione come successore di Andragora, il ribelle satrapo seleucide della Partia». Secondo la stessa logica, Rezakhani osserva che «alcune copie numismatiche rinvenute a Nisa, oltre a includere il nome di Arsace in greco, recano l'aramaico krny, un titolo militare achemenide che sostituiva tutti quelli greci»: Rezakhani (2013), p. 767.
5. ↑  Rezakhani osserva: «Sebbene ogni monarca arsacide avesse un proprio nome personale, attestato nelle fonti greche e romane e occasionalmente nei diari astronomici babilonesi, essi impiegavano tutti il titolo di Arsace come nome regale. Si trattava verosimilmente di una scelta compiuta in onore di Arsace I, malgrado proprio quest'ultimo a suo volta utilizzasse un nome onorifico, Tiridate (in partico. *trd't). In effetti, in assenza di fonti narrative per la storia arsacide e il risalto spesso conferito alle prove numismatiche per ricostruire la storia arsacide, l'impiego univoco del titolo Arsace ha costituito un ostacolo difficile da scavalcare per la nostra comprensione della storia della dinastia»: Rezakhani (2013), p. 767.

### Bibliografiche
1. ↑  La paternità di Arsace II è spesso anche attribuita al fratello di Arsace I, Tiridate.
2. ↑  Kia (2016), p. XXXIV.
3. 1 2  Dąbrowa (2012), p. 179.
4. 1 2 3  Schippmann (1986), pp. 525-536.
5. 1 2  Olbrycht (2021), p. 253.
6. 1 2  Kia (2016), p. 171.
7. 1 2 3 4 5 6  Shahbazi (1986), p. 525.
8. ↑  Marcellino, XXIII. 6.
9. 1 2 3 4  Dąbrowa (2012), p. 168.
10. 1 2 3  Curtis (2007), p. 7.
11. ↑  Strabone, XI. 9.
12. 1 2  Axworthy (2008), p. 32.
13. 1 2  Gaslain (2016), p. 3.
14. 1 2 3 4  Gaslain (2016), p. 4.
15. ↑  Ghodrat-Dizaji (2016), p. 42.
16. ↑  Pourshariati (2008), p. 20.
17. 1 2  Boyce (1986), pp. 540-541.
18. ↑  Lecoq (1986), p. 151.
19. ↑  Boyce (1984), p. 81.
20. ↑  Olbrycht (2021), p. 165.
21. 1 2  Dąbrowa (2012), pp. 179-180.
22. 1 2  Bivar (1983), p. 29.
23. ↑  Bickerman (1983), p. 19.
24. ↑  Hoover (2009), p. 61.
25. ↑  Hauser (2013), p. 730.
26. 1 2  Giustino, XLI. 5.
27. ↑  Schmitt (1986), pp. 151-152.
28. ↑  Gaslain (2016), p. 5.
29. 1 2 3  Dąbrowa (2012), p. 169.
30. ↑  Weiskopf (1993), pp. 671-672.
31. 1 2  Foy-Vaillant (1725), p. 1 e ss.
32. ↑  Wolski (1962), pp. 139-142, per un riassunto della vecchia storiografia risalente ai tempi di Vaillant.
33. ↑  Bivar (1983), pp. 29, 30.
34. ↑  Wolski (1959), pp. 222-238.
35. ↑  Wolski (1962), p. 145.
«L'argomentazione principale dell'autore sosteneva che Giustino era stato frainteso negli studi di epoca precedente, i quali si basavano altresì in maniera eccessiva su Arriano, uno storico greco il cui lavoro comprende numerosi errori.»
36. ↑  Bivar (1983), p. 30.
37. 1 2  Rezakhani (2013), p. 766.
38. ↑  Rezakhani (2013), pp. 766-767.
39. ↑  Olbrycht (2021), p. 251.
40. ↑  Olbrycht (2021), p. 252.
41. ↑  Curtis (2007), p. 8.
42. ↑  Sinisi (2012), pp. 276, 279.
43. ↑  Sinisi (2012), p. 279.
44. ↑  Sinisi (2012), pp. 279-280.
45. 1 2  Sinisi (2012), p. 280.
46. ↑  Isidoro di Carace, 11.
47. ↑  Frye (1984), p. 217.
48. ↑  Boyce (1986), p. 87.
49. ↑  Kia (2016), p. 23.
50. ↑  Pourshariati (2017).
51. ↑  Pourshariati (2008), p. 44.

### Fonti primarie
- Isidoro di Carace, Le stazioni della Partia.
- Giustino, Storie filippiche di Pompeo Trogo.
- Ammiano Marcellino, Res Gestae.
- Strabone, Geographica.

### Fonti secondarie
- (EN) Michael Axworthy, A History of Iran: Empire of the Mind, New York, Basic Books, 2008, ISBN 978-0-465-00888-9.
- (EN) Mary Boyce, Zoroastrians: Their Religious Beliefs and Practices. Psychology Press, 1984, ISBN 978-04-15-23902-8.
- (EN) Elias J. Bickerman, The Seleucid Period, in Ehsan Yarshater, The Cambridge History of Iran, 3(1): The Seleucid, Parthian and Sasanian Periods, Cambridge, Cambridge University Press, 1983,  pp. 3-20, ISBN 0-521-20092-X.
- (EN) David Bivar, The Political History of Iran under the Arsacids, in Ehsan Yarshater, The Cambridge History of Iran, 3(1): The Seleucid, Parthian and Sasanian Periods, Cambridge, Cambridge University Press, 1983,  pp. 21-99, ISBN 0-521-20092-X.
- (EN) Mary Boyce, Arsacids iv. Arsacid religion, in Ehsan Yarshater, Encyclopædia Iranica, II/5: Armenia and Iran IV–Art in Iran I, Londra e New York, Routledge & Kegan Paul, 1986,  pp. 540-541, ISBN 978-0-71009-105-5.
- (EN) Vesta Sarkhosh Curtis, The Iranian Revival in the Parthian Period, in Vesta Sarkhosh Curtis e Sarah Stewart, The Age of the Parthians: The Ideas of Iran, vol. 2, Londra e New York, I.B. Tauris & Co Ltd., 2007,  pp. 7-25, ISBN 978-1-84511-406-0.
- (EN) Edward Dąbrowa, The Arsacid Empire, in Touraj Daryaee, The Oxford Handbook of Iranian History, Oxford University Press, 2012, ISBN 978-0-19-987575-7.
- (EN) Richard Foltz, Religions of Iran: From Prehistory to the Present, Oneworld Publications, 2013, ISBN 978-17-80-74309-7.
- (EN) Richard N. Frye, The History of Ancient Iran, C.H.Beck, 1984, ISBN 978-34-06-09397-5.
- (EN) Jérôme Gaslain, Some Aspects of Political History: Early Arsacid Kings and the Seleucids, in Vesta Sarkhosh Curtis, Elizabeth J. Pendleton, Michael Alram e Touraj Daryaee, The Parthian and Early Sasanian Empires: Adaptation and Expansion, Oxbow Books, 2016, ISBN 978-17-85-70208-2.
- (EN) Mehrdad Ghodrat-Dizaji, Remarks on the Location of the Province of Parthia in the Sasanian Period, in Vesta Sarkhosh Curtis, Elizabeth J. Pendleton, Michael Alram e Touraj Daryaee, The Parthian and Early Sasanian Empires: Adaptation and Expansion, Oxbow Books, 2016, ISBN 978-17-85-70208-2.
- (EN) Stefan R. Hauser, The Arsacids (Parthians), in Daniel T. Potts, The Oxford Handbook of Ancient Iran, Oxford University Press, 2013,  pp. 728-751, ISBN 978-01-90-66866-2.
- (EN) Mehrdad Kia, The Persian Empire: A Historical Encyclopedia, ABC-CLIO, 2016, ISBN 978-16-10-69391-2.
- (EN) Oliver D. Hoover, Handbook of Syrian Coins: Royal and Civic Issues, Fourth to First Centuries BC, collana The Handbook of Greek Coinage Series, vol. 9, Lancaster e Londra, Classical Numismatic Group, 2009, ISBN non esistente.
- (EN) P. Lecoq, Aparna, su Encyclopaedia Iranica, iranicaonline.org, II, Fasc. 2, 1986,  p. 151.
- (EN) Marek Jan Olbrycht, Early Arsakid Parthia (ca. 250-165 B.C.), Brill, 2021, ISBN 978-90-04-46075-1.
- (EN) Parvaneh Pourshariati, Kārin, su Ehsan Yarshater, Encyclopædia Iranica, iranicaonline.org, ed. online, Encyclopædia Iranica Foundation, 2017.
- (EN) Parvaneh Pourshariati, Decline and Fall of the Sasanian Empire: The Sasanian-Parthian Confederacy and the Arab Conquest of Iran, Londra e New York, I.B. Tauris, 2008, ISBN 978-1-84511-645-3.
- (EN) Khodadad Rezakhani, Arsacid, Elymaean, and Persid Coinage, in Daniel T. Potts, The Oxford Handbook of Ancient Iran, Oxford University Press, 2013, ISBN 978-01-99-73330-9.
- (EN) K. Schippmann, Arsacids ii. The Arsacid dynasty, in Ehsan Yarshater, Encyclopædia Iranica, II/5: Armenia and Iran IV–Art in Iran I, Londra e New York, Routledge & Kegan Paul, 1986,  pp. 525-536, ISBN 978-0-71009-105-5.
- (EN) Rudiger Schmitt, Apasiacae, su Encyclopaedia Iranica, iranicaonline.org, II, Fasc. 2, 1986,  pp. 151-152.
- (EN) David Sellwood, Parthian Coins, in Ehsan Yarshater, The Cambridge History of Iran, 3(1): The Seleucid, Parthian and Sasanian Periods, Cambridge, Cambridge University Press, 1983, ISBN 0-521-20092-X.
- (EN) Alireza Sh. Shahbazi, Arsacids i. Origins, in Ehsan Yarshater, Encyclopædia Iranica, II/5: Armenia and Iran IV–Art in Iran I, Londra e New York, Routledge & Kegan Paul, 1986,  p. 525, ISBN 978-0-71009-105-5.
- (EN) Fabrizio Sinisi, The Coinage of the Parthians, in William E. Metcalf, The Oxford Handbook of Greek and Roman Coinage, Oxford University Press, 2012, ISBN 978-01-95-30574-6.
- (LA) Jean Foy-Vaillant, Arsacidarum imperium, sive, Regum Parthorum historia: ad fidem numismatum accommodata, vol. 1, Parigi, 1725.
- (EN) Michael Weiskopf, Dārā (city), in Ehsan Yarshater, Encyclopædia Iranica, VI/6: Daf(f) and Dāyera–Dārā, Londra e New York, Routledge & Kegan Paul, 1993,  pp. 671-672, ISBN 978-1-56859-004-2.
- (FR) Józef Wolski, L'Historicité d'Arsace Ier, in Historia: Zeitschrift für Alte Geschichte, vol. 8, n. 2, aprile 1959,  pp. 222-238.
- (FR) Józef Wolski, Arsace II et la Généalogie des Premiers Arsacides, in Historia: Zeitschrift für Alte Geschichte, vol. 11, n. 2, aprile 1962,  pp. 138-145.